# Matthias Steinmetz
Matthias Steinmetz (* 8. März 1966 in Saarbrücken) ist ein deutscher Astrophysiker. Er ist Wissenschaftlicher Vorstand des Leibniz-Instituts für Astrophysik Potsdam und Professor an der Universität Potsdam. Er ist Sohn des klassischen Philologen Peter Steinmetz.
Steinmetz ist ein Experte für Kosmologie, Galaxienentstehung und Computational Astrophysics. Nach seinem Studium (1986–1991) der Mathematik und Physik in Saarbrücken und München, wo er mit einer Arbeit über Supernovae vom Typ Ia abschloss, promovierte er von 1991 bis 1993 am Max-Planck-Institut für Astrophysik in Garching zum Thema „Über die Entstehung und Morphologie der Galaxien“. Für diese Arbeit erhielt er die Otto-Hahn-Medaille der Max-Planck-Gesellschaft. Danach forschte er am Max-Planck-Institut für Astrophysik sowie am Department for Astronomy der University of California in Berkeley. 1996 wurde er Assistant Professor (seit 2000 Associate Professor) am Steward Observatory der University of Arizona in Tucson. 1998 erhielt er ein Stipendium der Alfred P. Sloan Foundation (Sloan Research Fellowship).
Seit 2002 ist er Professor für Astrophysik an der Universität Potsdam und Direktor am Leibniz-Institut für Astrophysik Potsdam (AIP). Dort leitet er den Forschungsbereich „Extragalaktische Astrophysik und Kosmologie“. Seit 2004 ist er Wissenschaftlicher Vorstand des AIP. 2013 wurde er in die Berlin-Brandenburgische Akademie der Wissenschaften gewählt.

## Mitgliedschaften in wissenschaftlichen Gesellschaften (Auswahl)
- American Astronomical Society
- Astronomische Gesellschaft (Präsident 2014–17)
- Deutsche Physikalische Gesellschaft
- Internationale Astronomische Union